# Milicz
Milicz é um município da Polônia, na voivodia da Baixa Silésia e no condado de Milicz. Estende-se por uma área de 13,50 km², com 11 482 habitantes, segundo os censos de 2018, com uma densidade 851 hab/km².